# 陸軍輜重兵学校
陸軍輜重兵学校（りくぐんしちょうへいがっこう）は、大日本帝国陸軍の教育機関の一つ。

## 概要
- 輜重兵科[注釈 1]に関する専門教育、及び輜重兵用兵器・資材の調査研究を目的とした、輜重兵監部管轄下の学校。
- 日本における戦車（機甲部隊）研究の起源は、輜重兵の自動車部隊（陸軍自動車学校）で始まったとされ、後に成果を背景に、陸軍騎兵学校、陸軍歩兵学校で、研究が行われるようになり、陸軍戦車学校へと発展していった。

## 前身
- 1925年（大正14年）4月1日：輜重兵科の自動車運輸の研究・教育機関として、陸軍自動車学校が発足。
- 1940年（昭和15年）9月15日：『兵科廃止』[注釈 2]。

## 沿革
- 1940年（昭和15年）11月　：陸軍自動車学校の輜重部隊養成する部門が、陸軍輜重兵学校として分離・独立[注釈 3]。
- 1945年（昭和20年）8月15日：終戦を迎え『大東亞戰爭終結ノ詔書』を拝。

## 教育
- 佐官学生：陣中勤務・戦術
- 甲種学生：陣中勤務・戦術
- 乙種学生：輜重兵隊の通信と化学戦
- 丙種学生：下士官対象

## 学校施設
学校は、東京府東京市（現・東京都）目黒区大橋の陸軍輜重兵第1連隊の跡地に置かれた。学校敷地の西側に近衛輜重兵連隊が隣接。その更に西側に近衛捜索連隊が隣接していた。

## 人事

### 歴代校長
- 柴山兼四郎 少将（陸士24期）：1940年12月2日 - 1941年10月15日
- 物部長鉾 少将 （陸士26期）：1941年10月15日 - 1942年7月9日
- 中村肇 大佐 　（陸士25期）：1942年7月9日 - 1944年11月22日　（＊1943年8月2日 少将 　＊1944年7月8日-  兼 輜重兵監 事務取扱）
- 横山伊三郎 大佐 （陸士26期）： 1944年11月22日 - 1945年8月30日閉校

### 歴代幹事
- 中村肇 大佐 　（陸士25期）：1940年12月2日 - 1941年10月15日
- 小山嘉兵衛 大佐 （陸士45期）： - 1945年8月30日　閉校

### 教導隊長
- 河合豊 中佐（陸士29期）：1941年3月1日 -

### 学校 附
- 角和善助 大佐 （陸士28期）：1941年7月12日 - 1942年2月3日

### 幹部候補生隊
- 長：岩切義一 大佐（陸士26期）：1941年3月1日 -

#### 下士官候補者隊
- 長：富田貞義 中佐（陸士31期）：1941年3月1日 -

## 跡地
戦後、跡地は東京都に払い下げられ、都立駒場高校、都立芸術高校（現・都立総合芸術高校）、駒場幼稚園、警視庁第三方面本部・第三機動隊などが建設された。また民間の学校法人も隣接地を多数取得し、駒場東邦や筑波大学附属駒場中学校・高等学校、駒場学園が相次いで開校し文教地区となった。